# Ehsan Hadadi

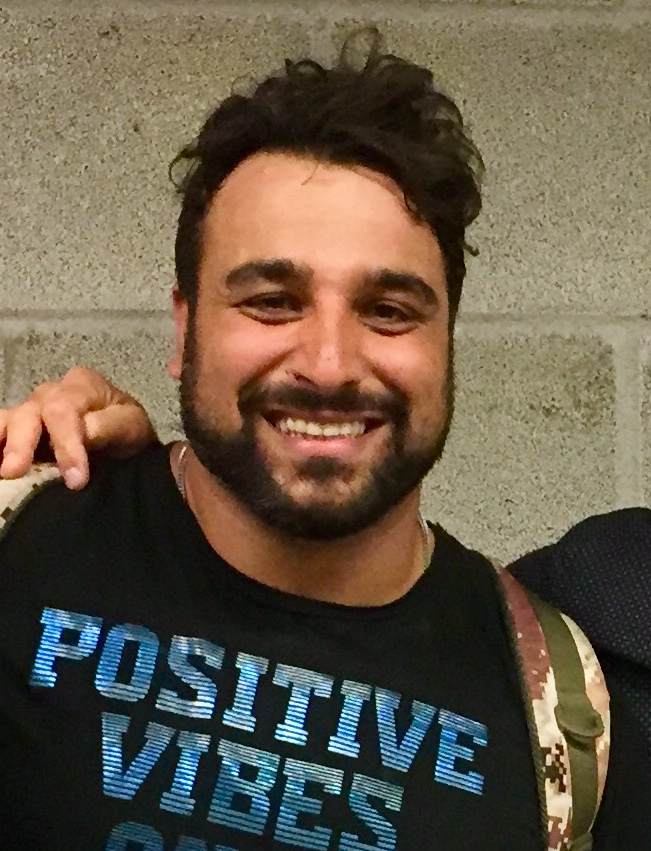

Ehsan Hadadi (persiska: احسان حدادی), född 20 januari 1985 i Teheran, är en iransk friidrottare som tävlar i diskus. 
Hadadi slutade på 26:e plats i diskus vid olympiska sommarspelen 2020 i Tokyo. Han kastade 58,98 meter, vilket var säsongsbästa, men blev utslagen i kvalet.